# Анджей Бегальський
Анджей Бегальський (пол. Andrzej Biegalski; 5 березня 1953 — 14 березня 2017) — польський боксер, чемпіон Європи серед аматорів.

## Аматорська кар'єра
На чемпіонаті світу 1974 програв у другому бою Фатай Аїнла (Нігерія).
На чемпіонаті Європи 1975 завоював золоту медаль.
- В 1/8 фіналу переміг Пітера Зоммера (Чехословаччина) — 5-0
- У чвертьфіналі переміг Петера Гуссінга (ФРН) — KO 1
- У півфіналі переміг Мірчу Шимона (Румунія) — KO 2
- У фіналі переміг Віктора Ульянича (СРСР) — 4-1

На Олімпійських іграх 1976 програв у першому бою Джону Тейту (США).
На чемпіонаті Європи 1979 програв у першому бою Хорену Інджяну (СРСР).